# S.O.B.
Az S.O.B. (Sabotage Organized Barbarian) japán thrashcore/hardcore punk/grindcore együttes. 1983-ban alakult Oszakában.

## Tagok
- Etsushi - ének (2002-)
- Kawataka Daisuke - basszusgitár (1983-1986, 1990-)
- Toshimi Seki - gitár (1983-)
- Satoshi Yasue - dob (1983-)

## Korábbi tagok
- Kazuki Daido - basszusgitár (1986-1990)
- Naoto Fukuhara - ének (1995-2002)
- Yoshitomo Suzuki - ének (1983-1995)

## Diszkográfia
- Don't Be Swindle (1987)
- No Control (1988)
- What's the Truth? (1990)
- Gate of Doom (1993)
- Vicious World (1994)
- Symphonies of Brutality (1995)
- Dub Grind (1999)
- Still Grind Attitude (2003)

## Egyéb kiadványok
EP-k
- Sabotage Organised Barbarian (1985)
- Leave Me Alone (1986)
- Western Kids Omnibus 2 (1986)
- S.O.B. / Napalm Death split (1988)